# Kilcormac
Kilcormac (iriska: Cill Chormaic) är en ort i Offaly i Irland, beläget på vägen N52 mellan Tullamore och Birr.
Kilcormac kallades förr för Frankford. Namnet Kilcormac kommer från det iriska namnet som är baserat på den lokala skyddspatronen Sankt Cormac. År 2002 hade Kilcormac 879 invånare i samhället och 1 296 i det omkringliggande området.